# باران (فیلم ۱۳۷۹)
باران فیلمی به کارگردانی مجید مجیدی محصول سال ۱۳۷۹ است. این فیلم مورد تحسین منتقدان و عموم قرار گرفت و جوایز متعددی را کسب کرد.

## خلاصه داستان
در یک برج در حال ساخت عده‌ای کارگر روستایی و افغانستانی مشغول بکار هستند. لطیف کارگر روستایی که مسئول خدمات و تغذیه کارگران نیز هست، باخبر می‌شود که بعد از مجروح شدن یک کارگر افغانستانی، اینک پسر او رحمت، جایش مشغول کار است. به دلیل جثه ضعیف رحمت وظیفه خدمات دادن به کارگران را به او می‌سپارند و لطیف کار راحت خود را از دست می‌دهد. این کار لطیف را عصبانی می‌کند و او در پی آزار رحمت برمی آید.

یک روز متوجه می‌شود که رحمت در واقع دختری است به نام باران که از سر ناچاری در میان مردان به جای پدر کار می‌کند و همین موضوع باعث می‌شود که لطیف به کمک باران بیاید و در این بین به او دل می‌بندد، ولی با منع کار برای افغانستانی‌ها، لطیف به دنبال باران می‌گردد و وقتی وضعیت زندگی آن‌ها را می‌بیند، همه پس‌انداز خود را به خانواده او می‌دهد، ولی بعد متوجه می‌شود که باران و خانواده اش قصد دارند برای همیشه ایران را ترک کنند...

## بازیگران
| بازیگر        | نقش        |
| ------------- | ---------- |
| حسین عابدینی  | لطیف       |
| رضا ناجی      | معمار      |
| زهرا بهرامی   | رحمت-باران |
| حسین رحیمی    | سلطان      |
| غلامحسین بخشی | نجف        |
| حسین محجوب    |            |

## جوایز
- برنده جایزه بزرگ قاره آمریکا جشنواره بین‌المللی فیلم مونترال ۲۰۰۱[۱][۲]
- برنده سیمرغ بلورین بهترین فیلم جشنواره فیلم فجر ۱۳۷۹
- برنده سیمرغ بلورین بهترین کارگردانی جشنواره فیلم فجر ۱۳۷۹
- برنده سیمرغ بلورین بهترین بازیگر مرد جشنواره فیلم فجر ۱۳۷۹
- برنده سیمرغ بلورین بهترین موسیقی متن جشنواره فیلم فجر ۱۳۷۹
- برنده سیمرغ بلورین بهترین صداگذاری جشنواره فیلم فجر ۱۳۷۹
- برنده سیمرغ بلورین بهترین صدابرداری جشنواره فیلم فجر ۱۳۷۹
- برنده جایزه هیئت داوران جشنواره بین‌المللی فیلم مونترال ۲۰۰۱
- برنده جایزه کلیسای جهانی جشنواره بین‌المللی فیلم مونترال ۲۰۰۱
- نامزد هوگو طلایی جشنواره بین‌المللی فیلم شیکاگو ۲۰۰۱
- برنده جایزه بهترین فیلمنامه و بهترین کارگردانی جشنواره بین‌المللی فیلم خیخون ۲۰۰۱
- برنده جایزه آزادی بیان هیئت ملی بازبینی فیلم ۲۰۰۱
- نامزد جایزه ستلایت بهترین فیلم خارجی زبان ۲۰۰۲
- نامزد جایزه بهترین فیلم از نگاه منتقدان جشنواره بین‌المللی فیلم پاریس ۲۰۰۲
- برنده جایزه ویژه انجمن دوستداران ویتوریو دسیکا جشنواره بین‌المللی فیلم آسیایی رم ۲۰۰۳